# Ambassade du Burundi en France
L'ambassade du Burundi en France est la représentation diplomatique de la république du Burundi auprès de la République française. L'ambassadeur du Burundi en France est à la fois accrédité en Espagne, au Portugal et à Monaco (avec résidence à Paris) et aussi représentant envers l'Organisation internationale de la francophonie. L'actuel ambassadeur est, depuis 2023, Isaïe Kubwayo.

## Ambassade
L'ambassade est située rue de l'Orme dans le 19e arrondissement de Paris. 

## Consulats
Le Burundi dispose de trois consulats honoraires en France : à Bordeaux, à Montpellier et à Lyon,.

## Ambassadeurs du Burundi en France
Depuis 1993, les ambassadeurs du Burundi en France sont :
| Date de nomination | Date de nomination | Date de remise des lettres de créance | Date de remise des lettres de créance | Diplomate                   |
| ------------------ | ------------------ | ------------------------------------- | ------------------------------------- | --------------------------- |
|                    |                    | 9 décembre 1992                       | [ JORF 1 ]                            | Philippe Kanonko            |
|                    |                    | 24 novembre 1993                      |                                       | Edonias Niyongabo           |
|                    |                    | 27 mars 1995                          | [ JORF 2 ]                            | Fulgence Dwima Bakana       |
|                    |                    | 22 juillet 1997                       | [ JORF 3 ]                            | Jean Baptiste Mbonyingingo  |
|                    |                    | 26 octobre 1998                       | [ JORF 4 ]                            | Vénérand Bakevyumusaya (en) |
|                    |                    | 9 octobre 2002                        | [ JORF 5 ]                            | Liboire Ngendahayo          |
|                    |                    | 13 octobre 2006                       | [ JORF 6 ]                            | Ildephonse Nkeramihigo      |
|                    |                    | 15 septembre 2008                     | [ JORF 7 ]                            | Claude Nimubona-Gatogato    |
|                    |                    | 6 juin 2011                           | [ JORF 8 ]                            | Gaspard Musavyarabona       |
|                    |                    | 13 juillet 2013                       | [ JORF 9 ]                            | Dieudonné Ndabarushimana,   |
|                    |                    | 13 octobre 2017                       | [ JORF 10 ]                           | Christine-Nina Niyonsavye   |
|                    |                    | 10 décembre 2019                      | [ JORF 11 ]                           | Ernest Niyokindi            |
|                    |                    | 22 septembre 2023                     | [ JORF 12 ]                           | Isaïe Kubwayo               |